# Fryštát (zámek)
Zámek Fryštát v Karviné-Fryštátě je jediné rezidenční sídlo Slezského knížectví v Česku, pozdější rezidenční sídlo slezské aristokracie z rodů Gaschinů, Taafeeů a Larisch-Mönnichů. Zámek je součástí středověkého hradu tvořeného zámkem s nádvořím, kostelem, konírnou a parkem. Je chráněn jako kulturní památka. Nachází se také v údolí řeky Olše v Moravskoslezském kraji.

## Doba Piastovců

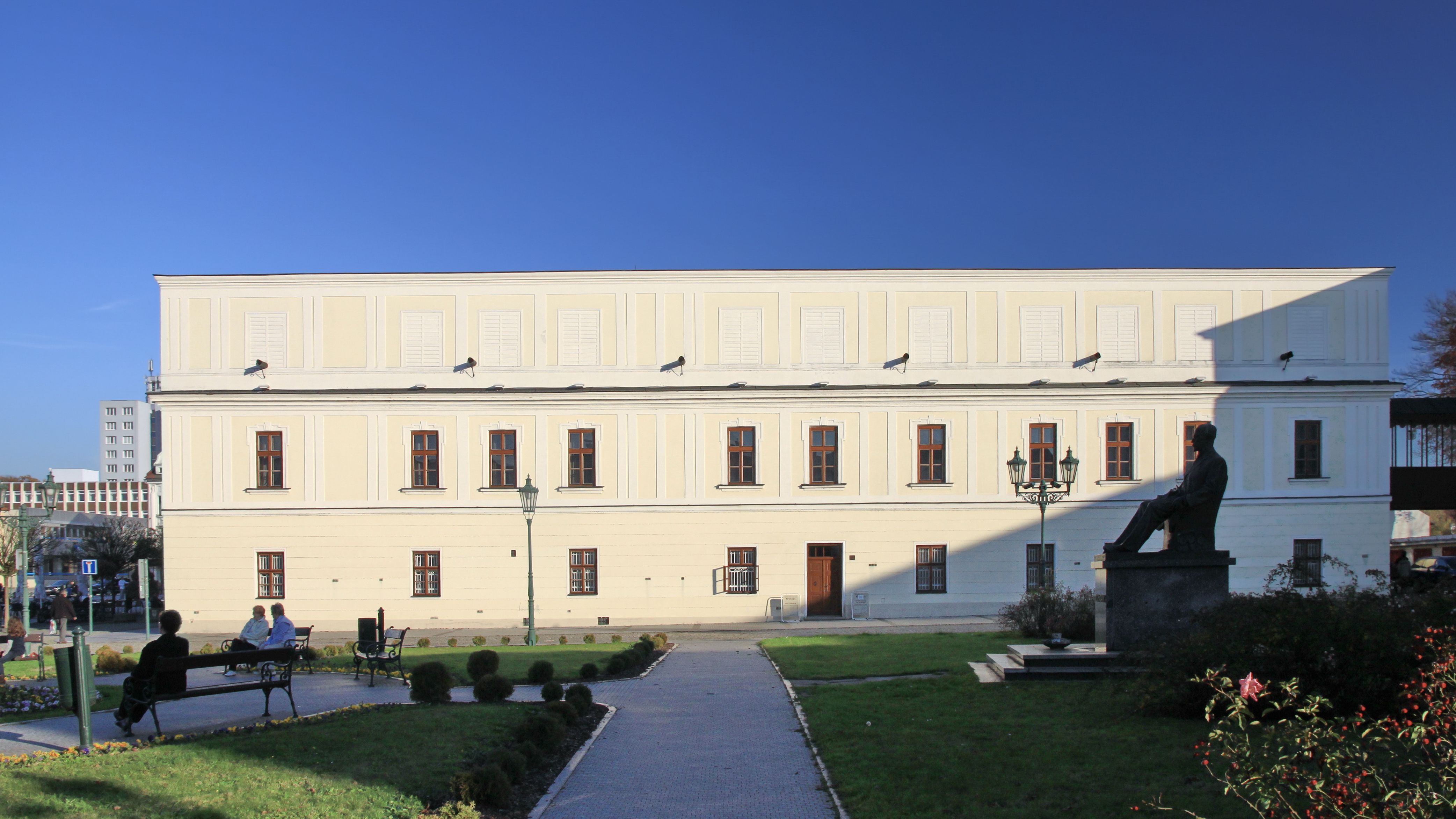
Lottyhaus

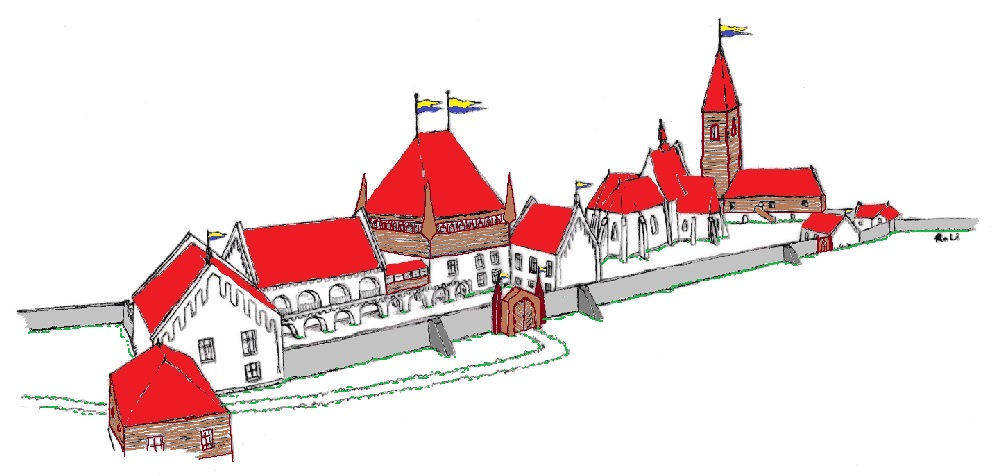
Gotická podoba zámku Fryštát kolem roku 1450

Zámek Fryštát je rezidenční část původního Fryštátského hradu, který dal roku 1288 postavit slezský kníže Měšek I. z těšínsk-fryštátského knížecího rodu Piastovců jako první stavbu nového Fryštátu, který sem byl přesunut z břehu řeky Olše. V první polovině 15. stolet í kněžna Eufemie Mazovská započala jeho přestavbu na rezidenční sídlo. Reprezentativní zámek až do roku 1572 Piastovci využívali jako své druhé sídlo, hned po již zaniklém těšínském hradu. Sídlilo zde několik knížat – Boleslav II., Kazimír II., Fridrich Kazimír a Václav III. Adam. Rovněž vdovy kněžny Eufemie Mazovká nebo kněža Anna. V bezprostřední blízkosti zámku současně postaven kostel Povýšení svatého kříže. Areál celého hradu byl obklopen městskou zdí a valem s vodním příkopem. Zámek sloužil vždy jen jednomu potomku – dědicovi – Piastovských knížat a jeho rodině. Zámek měl také charakter vdovského sídla. Celkově měl za vlády Piastovců okázalý a reprezentativní vzhled, třebaže nebyl příliš rozlehlý. Roku 1511 z velké části vyhořel takže v letech 1511 - 1514 byl renesančně opraven knížetem Kazimírem II. Protože gotická věž nebyla k zámku obnovena, byla roku 1515 postavena zcela nová goticko-renesanční věž k přilehlému kostelu. V roce 1552 na zámek přesídlil kníže Václav III. Adam po vyhoření hradu v Těšíně. Roku 1560 se zámek stal sídlem posledního fryštátského knížete Fridricha Kazimíra Frýštátského. O tři roky později se zde na počest příjezdu jeho manželky kněžny Kateřiny Lehnické konaly velkolepé oslavy zakončené rytířským turnajem. V roce 1543 se na zámku ubytovala s celou družinou Alžběta, dcera českého krále Ferdinanda I. Habsburského, která cestovala do Krakowa, na svůj sňatek s polským králem Zikmundem II. Augustem Jagellonským. Slezský hejtman na její počest zorganizoval na zámku velkolepou hostinu. Koně z průvodu byly ustájeni v knížecích stájích, které se nacházely buďto přímo v budově dnešní Staré pošty nebo těsně poblíž.

## Zámek v době tzv.status minor
Po smrti fryštátského knížete Fridricha Kazimíra (1571) byl zámek s panstvím vyčleněn z područí těšínsko-fryštátských Piastovců a vzniklo svobodné fryštátské panství, tzv. Status Minor. V roce 1572 koupil panství zemský hejtman Václav Cikán ze Slupska. Na zámku se až do roku 1792 střídala různá šlechta, nejvýznamnější byl irský hraběcí rod Taafů, který zde zanechal až do dnešních dnů stopy irské kultury. (Dnešní hotel, restaurace a konírna „Dvůr Olšiny“ je bývalý zámecký statek hrabat Taafů z 18. století) Za jeho držení zámek navštívil mimo jiné i švédský král.

## Doba Larisch-Mönnichů

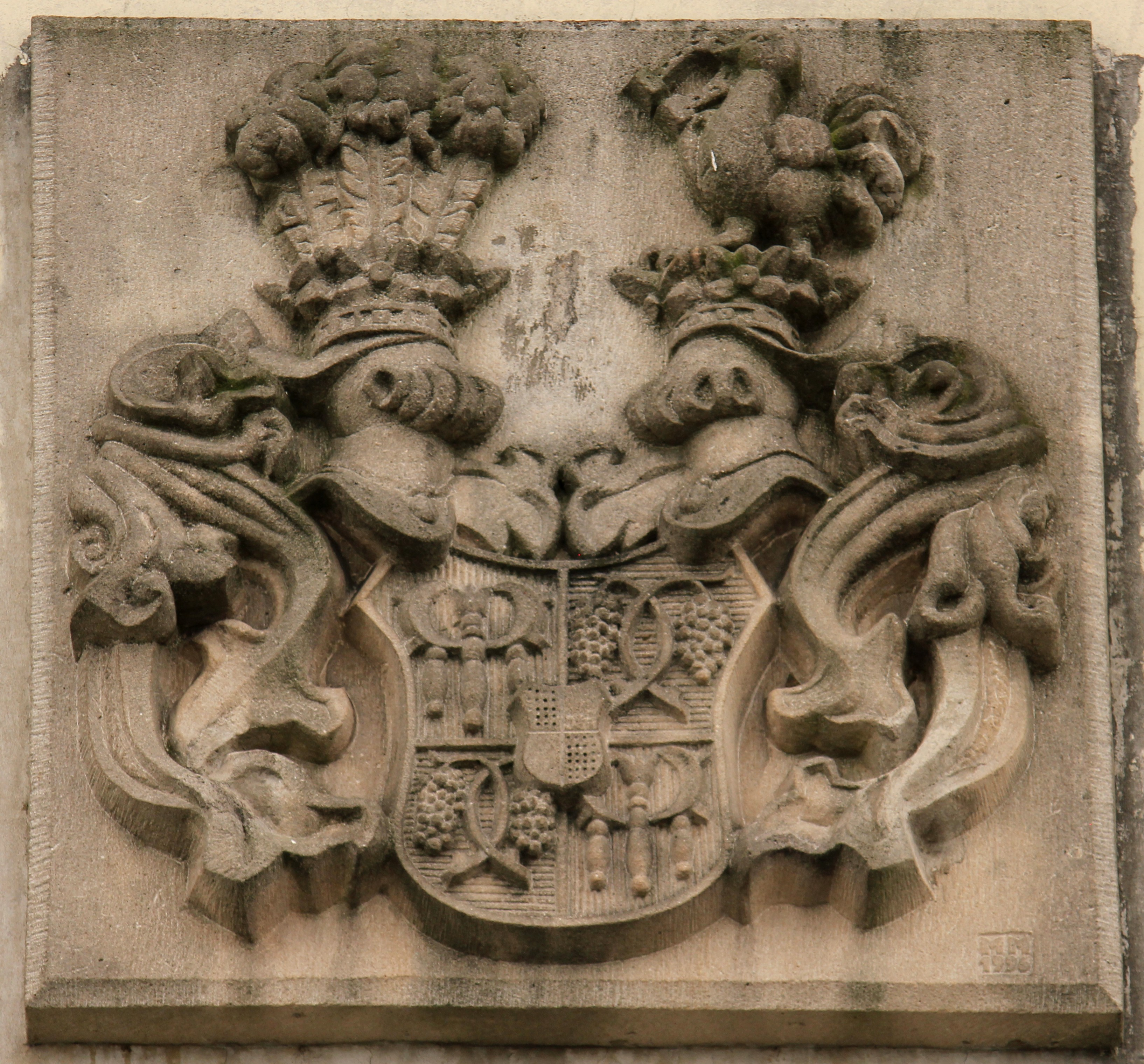
Erb Larisch-Mönnichů na zámku Fryštát

Zámek Fryštát, tak jak jej známe dnes, je stopou hraběcího rodu Larisch-Mönnichů. V roce 1776 bylo na jejich panství objeveno černé uhlí a výdělek přinesl potřebné finance na rekonstrukci zámku, po které se v roce 1792 na zámku usadili. Zámek byl přestavěn na původních piastovských základech do nádherné empírové podoby a byl spojen s přilehlým (již katolickým) kostelem v jeden stavební celek, přičemž kostel si zachoval svou gotickou podobu. Také přestavbou bývalých měšťanských domů byla k zámku postavena budova Lottyhausu, i tato budova je se zámkem propojena chodbou v prvním patře. V roce 1804 dal Larisch-Mönnich vybudovat rozsáhlý zámecký park s jezírkem a konírnou. V roce 1823 opět zasáhl Karvinou požár a vážně bylo poškozeno levé křídlo zámku. Zámek byl opraven a celý areál byl dokonče v roce 1873, kdy se hraběcí rodina na zámek přestěhovala. V této době zámek navštívilo mnoho panovníků Evropy včetně rakouského arcivévody Františka Ferdinanda d'Este, korunního prince Rudolfa, německého císaře Viléma II. i bulharského cara Ferdinanda. Larisch-Mönnichové pobývali na zámku až do roku 1945, kdy byl zámek s parkem zkonfiskován a připadl Československému státu.

## Zámek po roce 1945

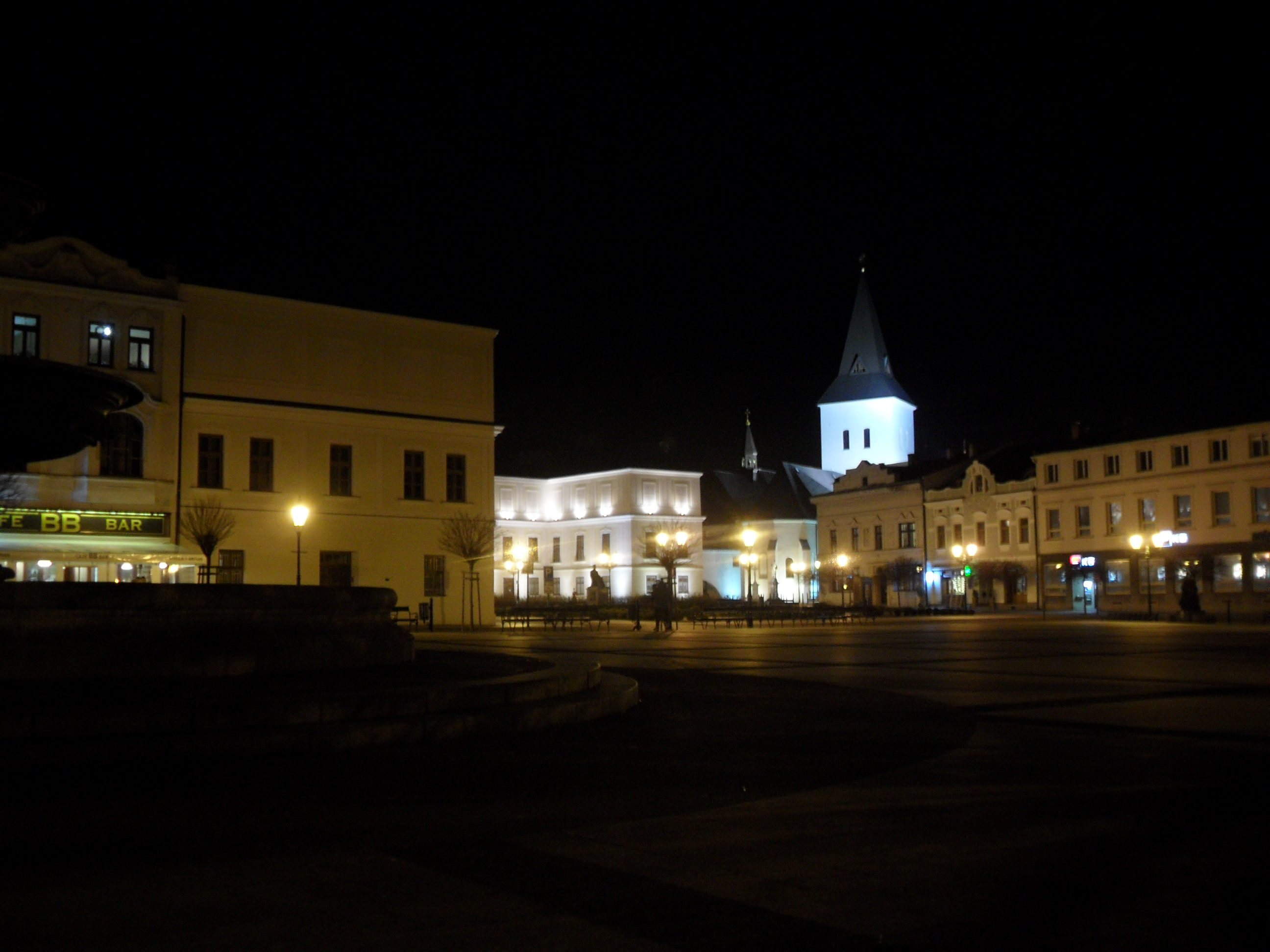
Slezský rezidenční zámek Fryštát v Karviné

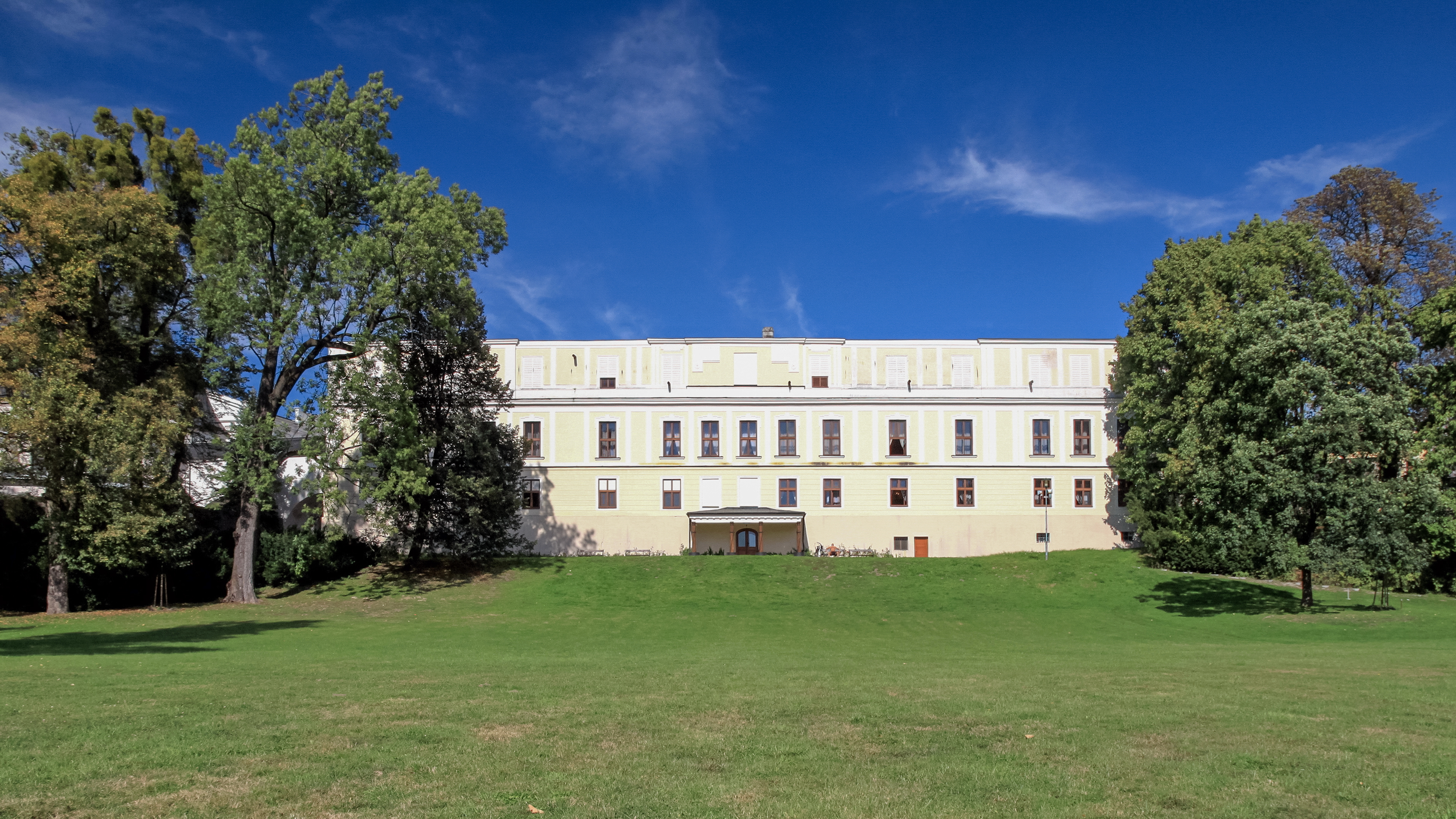
Zámek Fryštát - zadní část

Po roce 1945, kdy zámek připadl státu, byl nejprve sídlem OKD – Ostravsko-karvinských dolů a později byl na zámku zřízen Městský národní výbor Karviná. Po roce 1989 se dnešní Magistrát města Karviné přestěhoval zpět do budovy Radnice a zámek prošel významnou rekonstrukcí, aby byl v roce 1997 zpřístupněn veřejnosti, nejprve hlavní budova a v roce 2003 i budova Lottyhausu. Právě v Lottyhausu se nachází pobočka Národní galerie v Praze se stálou expozicí českého vrcholného uměleckého díla 19. a 20. století, která je pro návštěvníky otevřena celoročně. Zámek Fryštát v Karviné má další dva prohlídkové okruhy, které jsou veřejnosti přístupné v sezóně od března do října. Celoročně se zde konají mnohé kulturní akce, ať již přímo v zámeckých prostorech a v kostele, nebo na nádvoří a náměstí či v amfiteátru v parku a na zámeckém ostrově zvaném Lodičky.
| Rok  | Počet návštěvníků |
| ---- | ----------------- |
| 2015 | 13 254            |
| 2016 | 17 198            |
| 2017 | 18 723            |
| 2020 | 7 359             |
| 2021 | 7 469             |
| 2022 | 15 229            |

## Další objekty
Součástí kulturní památky zámku jsou objekty konírny, mléčnice, zámecká rodová hrobka Larisch-Mönnichů a zámecký park.
Konírna a mléčnice, dvě kolmo na sebe navazující budovy, jsou umístěny v centrální části zámeckého parku. Objekty nechal postavit v roce 1850 hrabě Jindřich Larisch-Mönnich jako Neuhof (Nový dvůr). Naproti konírnám stála ještě další budova, takže dvůr měl půdorys písmene U. V šedesátých letech 20. století objekt, který byl po válce využíván jako sklad civilní obrany, předán hasičskému záchrannému sboru, který jej v roce 1994 opustil.

### Konírna Nový dvůr

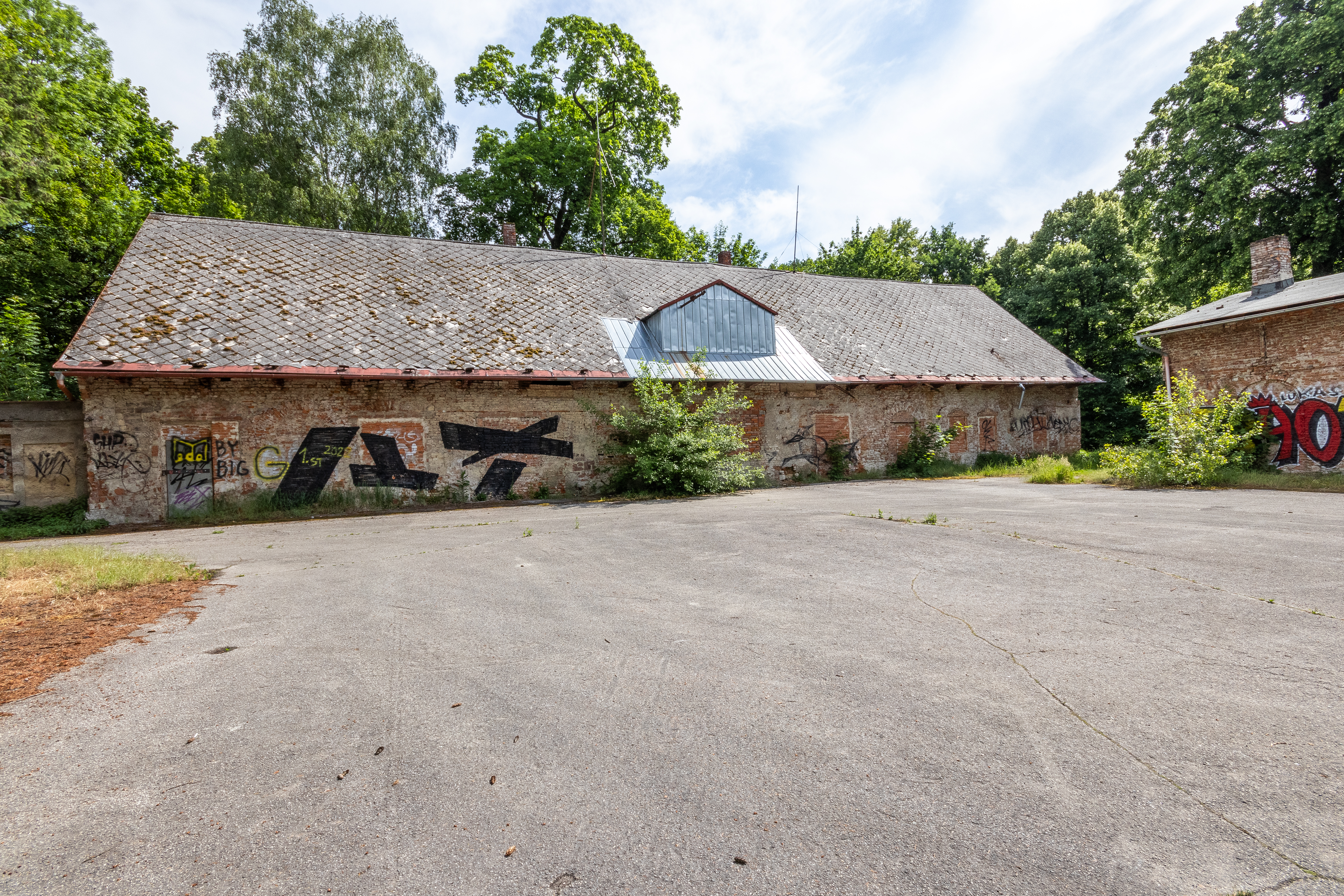
Konírna v současnosti (2024)

V konírně byli chováni kočároví a jezdečtí arabští koně. Pro zápřah zde byla malá kočárovna a v pravé části malý byt. V roce 2007 objekt vyhořel a je provizorně zastřešen.
Konírna je zděná omítaná přízemní částečně podsklepená budova postavena na půdorysu obdélníku na zděných základech se sedlovou střechou. Ve stěnách jsou zazděny všechny otvory od okenních až po dveřní se segmentovým zaklenutím. V bytě jsou místnosti zaklenuty pruskou plackou a segmentovými klenbami. Ve stájích jsou na litinových sloupcích s patkou a hlavicí posazeny stájové klenby.

### Mléčnice
Mléčnice byla určena ke skladování a zpracování mléka pro zámeckou kuchyň a část mléka bylo určeno ke krmení hříbat.
Mléčnice je zděná omítaná přízemní budova postavena na půdorysu obdélníku se sedlovou střechou. Je zachován původní hambalkový krov. Ve stěnách jsou zazděny všechny otvory. V pravé východní části objektu byla bytová jednotka zaklenuta pruskými klenbami a je zde zachována zděná pec. Ostatní prostory mléčnice mají trámové stropy s rákosovým podhledy.